# Sphecodes atlantis
Sphecodes atlantis är en biart som beskrevs av Mitchell 1956. Sphecodes atlantis ingår i släktet blodbin, och familjen vägbin. Inga underarter finns listade i Catalogue of Life.